# Szkéné Színház
A Szkéné Színház a Budapesti Műszaki és Gazdaságtudományi Egyetem színháza és amatőr színjátszó társulata.

## Története
1961-ben jött létre Keleti István vezetésével, aki a Pinceszínház vezetője is volt. Eredetileg Műegyetemi Irodalmi Színpad volt a neve. 1968-tól viseli a Szkéné nevet. Az Egyetem K épületének legfelső emeletén, a díszterem elválasztott felső részében volt egy próbaterem és a színházterem. Átépítés után 1970. március 21-én Weöres Sándor Theomachiájának előadásával nyílt meg az új stúdiószínház (az Operettszínháztól örökölt villamos berendezéssel).
Keleti István után Wiegmann Alfréd vette át a társulat vezetését. A társulat tagjai részben egyetemisták, részben külsősök voltak, hasonlóan a technikai személyzethez.
Előadásaik: Sławomir Mrożek két darabja, A Császár új ruhája operájának adaptációja, Weöres Sándor darabjai, a „Felszállott a páva” mindig szellemi izgalmat jelentettek. Voltak aktualizálóbb (Jurij Nagibin „Korunk hőse”) és könnyebb, mint Kosztolányi Dezső: A lovag meg a kegyese, darabjaik is. A technika és a díszlet az amatőrszínház egyszerűbb lehetőségein belül is igényes kiegészítője volt az előadásnak.
Saját előadásaikon kívül sok izgalmas vendégszereplések helyszíne is volt a színház: Cseh Tamás dalestje, az Orfeo előadásában Jorge Semprún: A háborúnak vége színpadi adaptációja stb.
1975-ben a Műegyetemen rendezték meg az Egyetemi és Főiskolai Színházi találkozót, a színház fontos helyszíne volt minden évben a Műegyetemi Kulturális napoknak is. 1975-ben a Regős Pál vezette BME Pantomim Mozgásszínház otthona is ez lett. Első itt játszott darabjuk Tamási Áron Székely tragédiája.
1976-ban az egyetem felújította a színpadot is, ekkor került fekete körfüggöny az addigi 34 mozgatható kulissza helyébe. Három évvel később intézményesült az egyetemi KISZ-bizottság égisze alá tartozó színház, ekkor bízták meg Regős Jánost: alakítson ki egy sokszínű, színházszerű működési modellt.
1985-től a program gerincét az akkori idők egyik legprogresszívabb társulata, a Tanulmány Színház, a későbbi Arvisura Színházi Társaság előadásai képezték. Tizenhárom év után, amikor az együttes vezetőjének, Somogyi Istvánnak már szűknek bizonyultak a hely nyújtotta lehetőségek, az Arvisura sokoldalú színésze, Pintér Béla alapított olyan új társulatot, amely máig meghatározója a Szkéné profiljának.
A Szkénéből indult többek között Fehér Anna, Dánielfy Zsolt, Szolnoki Tibor, Rubold Ödön, Scherer Péter, Horgas Ádám színészi, Horgas Eszter zenei pályája.
A Szkéné jelenleg a budapesti kultúrélet egyik színfoltja, alternatív színház jelentős nemzetközi kapcsolatokkal.

## Külső hivatkozások
- A Szkéné Színház honlapja